# One World Trade Center
Cet article concerne un gratte-ciel de New York. Pour les autres bâtiments, voir World Trade Center (homonymie).
Le One World Trade Center — surnommé Freedom Tower du nom du projet lancé rapidement après les attentats du 11 septembre 2001 — est le principal bâtiment du nouveau complexe du World Trade Center dans Lower Manhattan, à New York. Cette tour de 104 étages porte le même nom que la tour jumelle nord du World Trade Center initial, détruite lors des attentats du 11 septembre 2001.
Elle se situe dans le coin nord-ouest du site du World Trade Center (d'une surface de 6,5 ha), à l'emplacement de l'ancien 6 World Trade Center. Elle est entourée à l'ouest par West Street, au nord par Vesey Street, au sud par Fulton Street et à l'est par Washington Street.
La construction de ses bases et de ses fondations a commencé le 27 avril 2006. Le 30 mars 2009, la Port Authority of New York and New Jersey a confirmé que le bâtiment devrait être connu sous son nom légal, One World Trade Center, plutôt que par son surnom, Freedom Tower. La structure en acier de la tour a été achevée le 30 août 2012,. Le 10 mai 2013, le dernier morceau de la flèche a été installé, faisant du One World Trade Center le sixième plus haut gratte-ciel du monde par sa hauteur totale. Son antenne lui permet d'atteindre la hauteur symbolique de 1 776 pieds (541,3 m), en référence à l'année de la Déclaration d'indépendance des États-Unis,,. C'est la plus haute structure de New York depuis le 30 avril 2012, lorsqu'elle a dépassé la hauteur de l'Empire State Building,. Le One World Trade Center a ouvert en 2014,.
Le nouveau complexe World Trade Center, auquel la tour appartient, comprend trois autres immeubles de grande hauteur, le Seven World Trade Center, le  Three World Trade Center et le Four World Trade Center, ainsi que la nouvelle gare de la station PATH, alors qu'une quatrième tour, le Two World Trade Center en reste au stade des fondations. Le site comprend également le mémorial du 11 Septembre, juste au sud du One World Trade Center, là où se trouvaient les tours jumelles,,,. La construction fait partie d'un travail de commémoration et de reconstruction à la suite de la destruction du premier complexe du World Trade Center lors des attentats du 11 Septembre,.
Ce bâtiment, qui est maintenant le plus haut des États-Unis, représente un emblème de résilience pour les New-Yorkais.

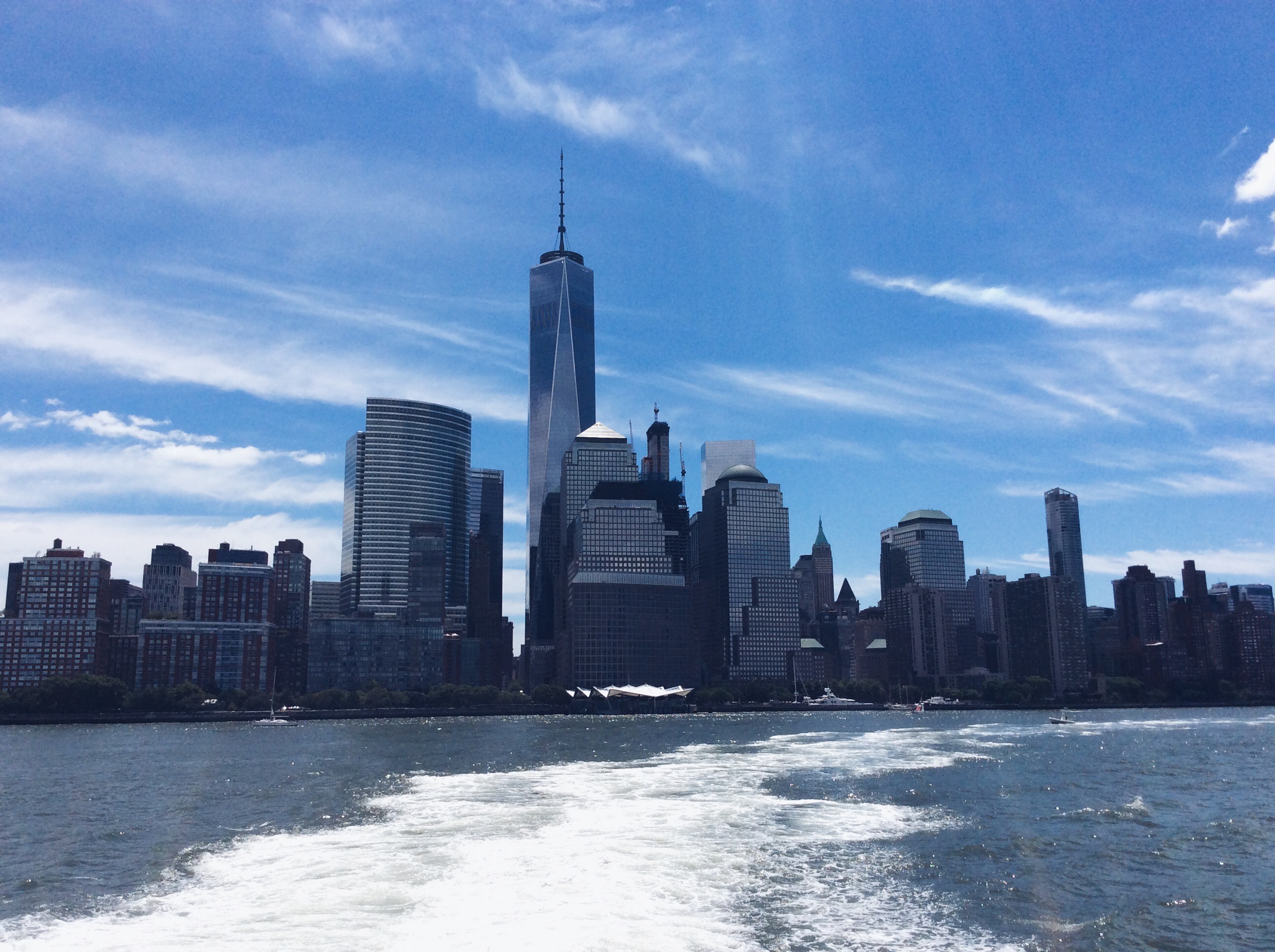
Vue du One World Trade Center du fleuve Hudson.

## Bâtiment initial (1972-2001)

### Construction

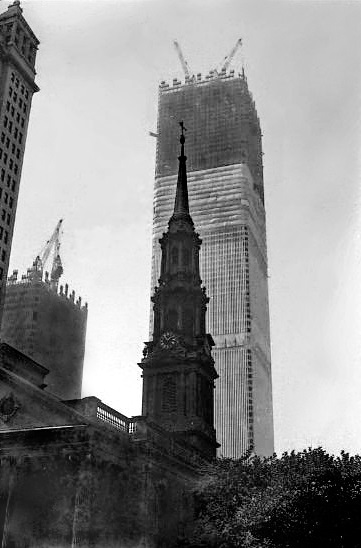
Le 1er One World Trade Center en construction en 1971.

La construction du World Trade Center, dans lequel les tours jumelles (One et Two World Trade Center) sont les pièces maîtresses, est conçue comme un projet de renouvellement urbain, mené par David Rockefeller, destiné à revitaliser le Lower Manhattan. Après d'intenses négociations, les gouvernements de l'État de New York et du New Jersey, qui supervisent la Port Authority, se mettent d'accord pour soutenir le projet de World Trade Center sur le site de Radio Row, dans la partie sud-ouest de Manhattan. Pour rendre l'accord acceptable pour le New Jersey, la Port Authority accepte de prendre en charge la Hudson & Manhattan Railroad (renommée en PATH) alors en faillite, qui se charge d'amener les navetteurs du New Jersey sur le site du Lower Manhattan.
Les tours sont conçues comme des structures à noyau central encadré, ce qui permet de créer de grands espaces ouverts qui ne sont pas interrompus par des colonnes ou des murs,. Ceci est permis par l'utilisation de nombreuses colonnes de périmètre rapprochées, ce qui fournit une grande partie de la robustesse de la structure, avec le poids réparti sur les colonnes centrales. Le système d'ascenseur, qui fait usage d'étages d'échange (sky lobby) et d'un système d'ascenseurs express et locaux, permet de libérer de l'espace supplémentaire pour les bureaux et rendant le noyau central plus petit. La conception et la construction des tours jumelles du WTC fait appel à d'autres techniques innovantes telles que la paroi moulée pour creuser les fondations, et les expérimentations de soufflerie,.
La construction de la tour nord (One World Trade Center) démarre en août 1968 ; l'usage intensif de composants préfabriqués aide à accélérer la construction. Les premiers locataires arrivent dans la tour en décembre 1970,. Par la suite, quatre autres bâtiments de basse hauteur sont construits dans les années 1970,. Un septième bâtiment est construit au milieu des années 1980,.

### Existence
Avec la construction du Seven World Trade Center dans les années 1980, le World Trade Center comprend un total de sept bâtiments, mais les plus remarquables sont les deux tours principales construites dans les années 1960 - le One World Trade Center étant la tour nord et le Two World Trade Center étant la tour sud. Chacune culmine à une hauteur de 410 m (1 350 ft) et occupe près de 4 000 m2 sur un total de 65 000 m2 au sol. Lors d'une conférence de presse en 1973, on a demandé à Yamasaki : « Pourquoi deux tours de 110 étages ? Pourquoi pas une de 220 étages ? » Sa réponse a été : « Je ne voulais pas perdre l'échelle humaine. »
Une fois achevé en 1972, le 1 World Trade Center devient le plus haut bâtiment du monde pendant deux ans, dépassant l'Empire State Building après un règne de 40 ans. La tour nord atteint 417 m (1 368 ft) de haut et reçoit une antenne ou mat de télécommunication de 110 m (360 ft) de haut qui est ajouté sur le toit en 1978. Avec cette antenne, le plus haut point de la tour nord atteint 527 m (1 728 ft). Les tours du World Trade Center ne détiennent que brièvement le record ; la Sears Tower de Chicago, achevée en mai 1973, atteint 440 m (1 450 ft) au niveau du toit. Tout au long de leur existence, les tours du World Trade Center ont plus d'étages (110) que n'importe quel autre bâtiment. Le record n'est pas égalé avant l'arrivée de la Burj Khalifa, qui ouvre en 2010,.
Des 110 étages, huit sont réservés pour les services techniques aux étages mécaniques (étages 7/8, 41/42, 75/76 et 108/109), qui sont quatre espaces de deux étages espacés de façon uniforme sur toute la hauteur de la tour. Tous les étages restants sont libérés pour des espaces ouverts de bureaux. Chaque étage dispose d'un espace exploitable de 3 700 m2. La tour, comme son homologue, a 350 000 m2 d'espace de bureaux au total. En tout, le complexe de sept bâtiments a 1 240 000 m2 d'espace de bureaux,,.
Initialement conçu comme un complexe dédié aux sociétés et organisations prenant part directement au « world trade » (« commerce mondial »), il ne parvient pas, dans un premier temps, à attirer la clientèle souhaitée. Au cours de ses premières années, plusieurs organisations gouvernementales deviennent les locataires principaux du World Trade Center, dont l'État de New York. Dans les années 1980, un nombre croissant de sociétés privées - principalement des firmes financières liées à Wall Street - deviennent locataires. Au cours des années 1990, près de 500 entreprises ont des bureaux dans le complexe dont plusieurs sociétés financières telles que Morgan Stanley, Aon Corporation, Salomon Brothers et la Port Authority elle-même. L'espace en sous-sol du World Trade Center comprend le World Trade Center Mall, ainsi qu'un station PATH. La tour nord accueille le siège social de Cantor Fitzgerald, ainsi que ceux de la Port Authority of New York and New Jersey.
L'alimentation électrique de la tour est fournie par Consolidated Edison (ConEd) à 13 800 volts. L'électricité passe par le World Trade Center Primary Distribution Center (PDC) et est envoyée via le cœur du bâtiment aux postes électriques situés aux étages techniques. Ces postes abaissent la tension de 13 800 volts de l'alimentation principale à des alimentations secondaires de 480/277 volt, et descendent encore à 208/120 volts pour l'éclairage. Le complexe est également desservi par des générateurs d'urgence situés dans les sous-sols des tours et sur le toit du 5 World Trade Center,.
Le 110e étage du 1 World Trade Center (la tour nord) accueille un équipement de transmission de radio et de télévision. Le toit du 1 WTC comprend un vaste étalage d'antennes de transmission dont le mât central de 110 m, reconstruit en 1999 par Dielectric Inc. pour accueillir la télévision numérique. Le mât central regroupe les signaux de télévision de presque tous les radiodiffuseurs de télévision de New York : WCBS-TV 2, WNBC-TV 4, WNYW 5, WABC-TV 7, WPIX 11, WNET 13 Newark, WPXN-TV 31 et WNJU 47 Linden. Il accueille également quatre radiodiffuseurs FM de New York : WPAT-FM 93.1, WNYC 93.9, WKCR 89.9, and WKTU 103.5. L'accès au toit est contrôlé depuis le WTC Operation Control Center (OCC) situé au niveau B1 du 2 WTC. Après les attentats du 11 septembre 2001, l'équipement de diffusion des stations de radio et de télévision est déplacé sur l'Empire State Building.
Un jour de semaine typique, un total de 50 000 personnes travaillent dans les tours nord et sud et 200 000 autres les visitent. Le complexe est tellement grand qu'il a son propre code postal : 10048. Le restaurant Windows on the World, au sommet de la tour nord, rapporte 37 millions de dollars de revenus en 2000 ce qui en fait le restaurant le plus rentable des États-Unis. Les tours jumelles deviennent connues mondialement, apparaissant dans plusieurs films et émissions de télévision ainsi que sur des cartes postales et d'autres objets, et viennent à être vues comme des icônes de New York à l'instar de l'Empire State Building, du Chrysler Building, et de la statue de la Liberté.

### Incidents

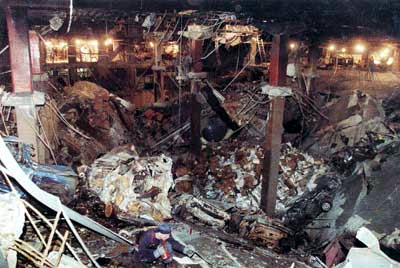
Dégâts de l'attentat à la bombe souterrain en 1993.

Le 13 février 1975, une alarme incendie se déclenche au 11e étage de la tour nord. Le feu se propage à travers le noyau central entre le 9e et le 14e étage en enflammant les isolants des câbles téléphoniques dans un puits de service qui court verticalement entre les étages. Les zones aux extrêmes limites de l'incendie sont presque immédiatement éteintes et le foyer est éteint quelques heures plus tard. La majeure partie des dégâts est concentrée au 11e étage, alimenté par les meubles remplis de papiers, les fluides à base d'alcool dans le matériel de bureau et par les autres équipements de bureau. L'ignifugation protège l'acier et la structure de la tour n'est pas endommagée. En plus des dégâts causés par le feu entre les 9e et 14e étages, l'eau utilisée pour l'éteindre endommage quelques étages situés en dessous. À cette époque, le World Trade Center ne disposait pas de système d'extincteurs automatiques à eau.
La première attaque terroriste contre le World Trade Center a lieu le 26 février 1993 à 12 h 17, lorsqu'un camion de Ryder chargé de 680 kg d'explosifs, placé par Ramzi Yousef, explose dans le parking situé dans le sous-sol de la tour nord. Le souffle de l'explosion ouvre un trou de 30 m à travers cinq sous-sols, les plus gros dégâts se trouvant aux niveaux B1 et B2, et le niveau B3 ayant subi des dommages significatifs. Six personnes sont tuées, plus de 1 000 sont blessées et 50 000 travailleurs et visiteurs sont laissés haletants à l'intérieur des 110 étages des tours. La plupart des personnes à l'intérieur de la tour nord doivent évacuer le bâtiment via les escaliers plongés dans le noir qui ne possèdent pas d'éclairage de secours, ce qui peut prendre deux heures ou plus pour atteindre les secours,.

### Attentats du 11 septembre 2001

Emplacement des impacts sur les 1 et 2 WTC.

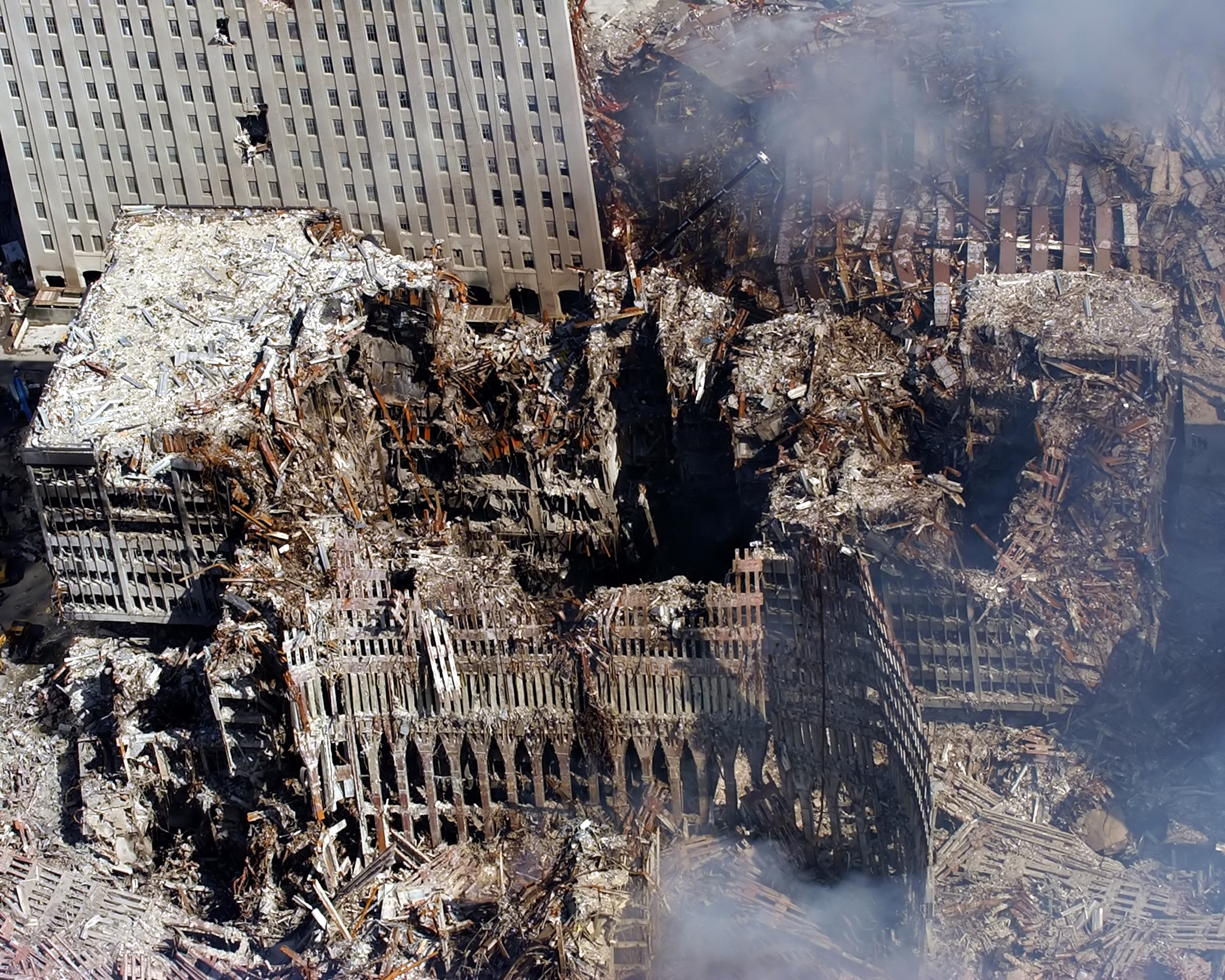
Les restes des 6 World Trade Center, 7 World Trade Center et 1 World Trade Center, le 17 septembre 2001.

À 8 h 46, cinq pirates de l'air liés à Al-Qaïda, font s'écraser le vol 11 d'American Airlines dans la façade nord du 1 WTC,. Après avoir brûlé pendant 102 minutes, la tour nord s'effondre à 10 h 28 à cause d'une défaillance structurelle. Lorsque la tour s'effondre, des débris tombent sur le bâtiment 7 World Trade Center (7 WTC), ce qui l'endommage et allume des incendies. Ces incendies durent des heures, compromettant l'intégrité structurelle du bâtiment et le 7 WTC s'effondre à 17 h 21,. À 9 h 3, le vol 175 United Airlines percute la tour sud, qui s'effondre à 9 h 58.
Les attentats causent la mort de 2 996 personnes, soit les 19 pirates de l'air et 2 977 victimes. Presque toutes les victimes sont des civils ; 55 militaires font partie des personnes tuées au Pentagone. Plus de 90 % des travailleurs et visiteurs tués dans les tours se situaient au niveau ou au-dessus du point d'impact. Dans la tour nord, 1 355 personnes qui se trouvaient au niveau ou au-dessus du point d'impact sont piégées et meurent d'inhalation des fumées, chutent, sautent de la tour pour échapper à la fumée ou aux flammes, ou sont tués lors de l'effondrement final du bâtiment. Une cage d'escalier dans la tour sud, « Stairwell A », reste intacte jusqu'à ce que le bâtiment s'effondre. La destruction des trois cages d'escalier dans la tour nord au-dessus du point d'impact, lorsque le vol 11 frappe la tour, rend impossible à une personne située au-dessus de la zone d'impact de s'échapper. 107 personnes situées en dessous du point d'impact sont également tuées.

## Nouveau bâtiment

### Planification et développement

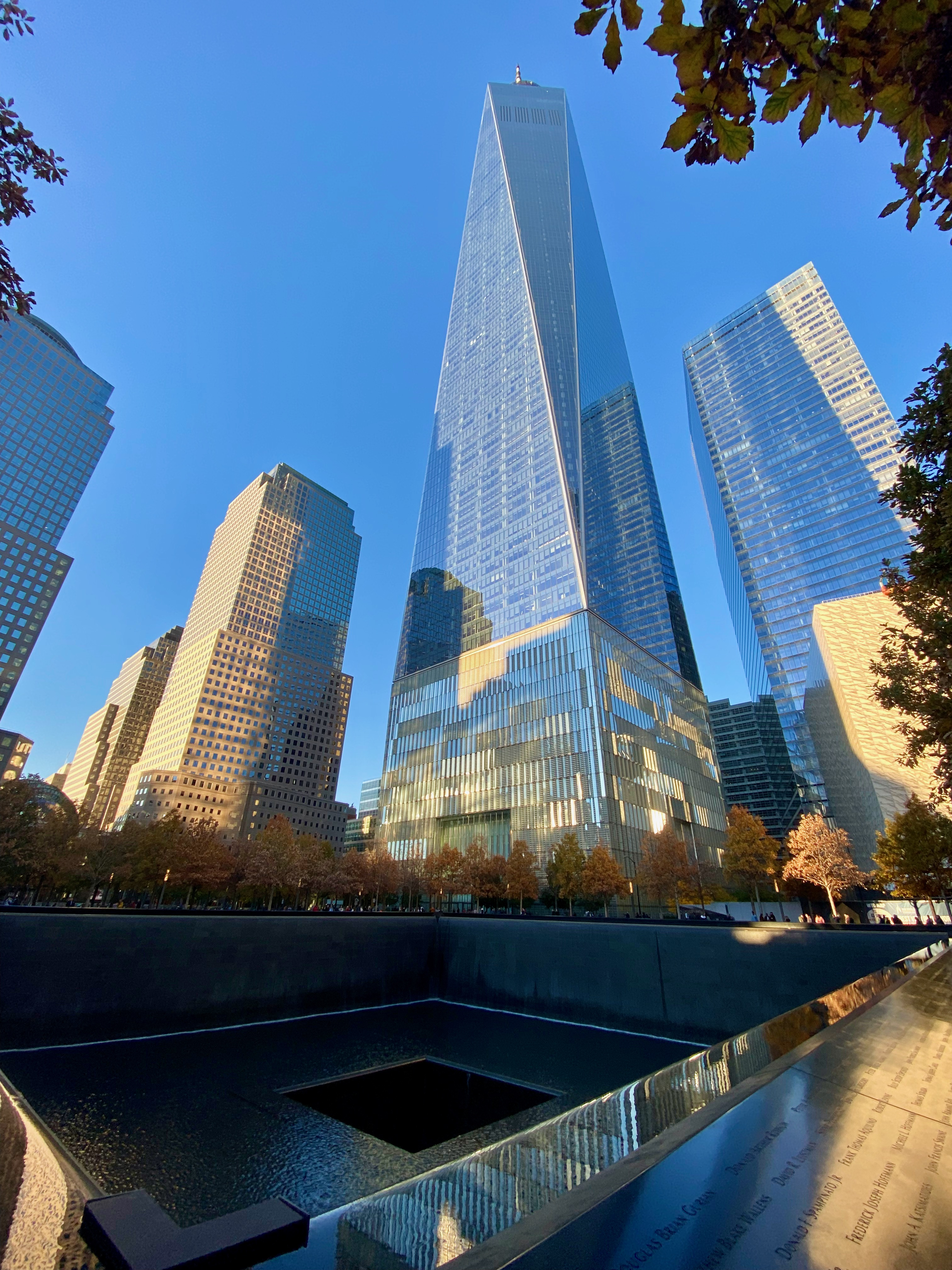
Nouveau bâtiment et un des deux bassins du Mémorial du 11 Septembre.

À la suite de la destruction du World Trade Center initial, un débat eut lieu quant à l'avenir du site du World Trade Center. Des propositions pour sa reconstruction sont émises immédiatement et, en 2002, la Lower Manhattan Development Corporation organise un concours pour déterminer comment employer le site. Le rejet de la première série de projets, les « Preliminary Design Concepts », mène à une seconde compétition, plus ouverte, en décembre 2002, dans laquelle le concepteur Daniel Libeskind est sélectionné. La proposition de réaliser un projet abandonné de l'architecte Gaudi, l'Hôtel Attraction, ne fut pas retenue.  Plusieurs révisions furent nécessaires, principalement à cause des désaccords avec le développeur Larry Silverstein, qui détenait le bail sur le site du World Trade Center le 11 septembre 2001.
La critique est, dans un premier temps, portée sur le nombre d'étages destinés à l'espace de bureaux et autres installations. Seuls 82 étages doivent être habitables et l'espace global de bureaux du World Trade Center entièrement reconstruit doit être réduit de plus de 280 000 m2 par rapport au complexe initial. La limite d'étages est imposée par Silverstein, qui craint que les étages supérieurs soient un handicap dans le cas d'un futur attentat terroriste et autre incident. Une grande partie de la hauteur du bâtiment doit consister en une grande structure d'acier en treillis ouverte aux vents, qui continue au-dessus du toit de la tour et qui accueille les turbines à air et les « sky gardens ». Dans un projet suivant, l'espace le plus élevé destiné à être occupé devient comparable au World Trade Center original et la structure en treillis ouverte aux vents est supprimée des plans. En 2002, l'ancien gouverneur de l'État de New York George E. Pataki fait face à des accusations de copinage pour avoir soi-disant fait usage de son influence pour obtenir l'offre de l'architecte gagnant choisie comme faveur personnelle pour Ron Lauder, ami et contributeur de campagne.
Un projet final pour la « Freedom Tower » est officiellement dévoilé le 28 juin 2005. Pour répondre aux questions de sécurité soulevées par le New York City Police Department (NYPD), une base en béton de 57 m de côté a été ajoutée au mois d'avril. Le projet comprend initialement des plans pour habiller la base de prismes de verre pour répondre aux critiques selon lesquelles le bâtiment est rendu peu attrayant et ressemble à un « bunker de béton ». Cependant, cela se montre impossible à réaliser, puisque les tests préliminaires révèlent que le verre prismatique se brise facilement en grands et dangereux tessons. En conséquence, il est remplacé par une façade plus simple qui consiste en panneaux d'acier inoxydable et en verre résistant aux explosions.
Contrastant avec le projet initial de Libeskind, sur le plan final, la tour devient octogonale et se rétrécit au fur et à mesure qu'elle monte. Ses concepteurs spécifient que la tour doit être une « structure monolithique de verre reflétant le ciel et surmontée d'un antenne sculptée ». Larry Silverstein annonce en 2006 une date prévue d'achèvement : « En 2012, nous devrions avoir un World Trade Center complètement reconstruit, plus splendide, plus spectaculaire qu'il ait jamais été ». Le 26 avril 2006, la Port Authority de New York et du New Jersey approuve un cadre conceptuel qui doit permettre de commencer la construction des fondations, et un accord officiel est rédigé le jour suivant, jour du 75e anniversaire de l'ouverture de l'Empire State Building, en 1931. La construction de la tour commence en mai et une cérémonie officielle a lieu avec l'arrivée de la première équipe de construction. Le gros-œuvre est achevé le 31 août 2012 et le dernier morceau de l'antenne est installé le 2 mai 2013.

Le One World Trade Center.

En 2009, la Port Authority change le nom officiel du bâtiment de « Freedom Tower » en « One World Trade Center », déclarant que ce nom est « le plus facile pour que les gens s'identifient avec »,. Le changement a lieu après que les membres du conseil ont voté pour signer un accord de bail de 21 ans avec Vantone Industrial Co., une société immobilière, qui doit devenir le premier occupant commercial. Selon les plans de Vantone, le China Center, un établissement de commerce et de culture, qui doit être créé couvrira 17 750 m2 entre les étages 64 et 69,. Un rapport en septembre 2013 revèle que, à l'époque, la World Trade Center Association (WTCA) continue à négocier avec le One World Trade Center en ce qui concerne l'utilisation du titre « World Trade Center », puisque la WTCA achète les droits pour le nom en 1986. La WTCA cherche un espace libre de bureaux dans la tour équivalent à 500 000 dollars en échange de l'utilisation de « World Trade Center » comme nom pour la tour One World Trade Center et les souvenirs associés.
En mai 2011, des plans d'étages détaillés de la tour sont publiés sur le site web du département de la finance de New York, ce qui provoque un tollé chez les médias et les citoyens des environs qui ont prévenu que ces plans pourraient être utilisés pour une future attaque terroriste. En avril 2012, au moment où la structure de la tour est sur le point d'être achevée, les propriétaires du 1 WTC commencent une campagne commerciale publique, cherchant à attirer des visiteurs et des locataires supplémentaires.

### Coût estimé et financement
En 2014, sa construction est estimée à 3,9 milliards de dollars.

### Architecture et conception
Le 1 WTC donne l'illusion d'être entièrement construit en verre. Sa base est faite de béton armé et de métal ; elle est conçue pour résister aux camions piégés. À ce jour, sa construction est estimée à 3,9 milliards de dollars.
À l'intérieur de la tour sont installés des bureaux, un accès direct au mémorial, un restaurant et un observatoire sur les étages les plus élevés. Sa flèche est la plus grande du monde avec 124 mètres de hauteur. La tour est achevée en 2013. Il s'agit actuellement de la plus haute tour des États-Unis (la construction de la Chicago Spire, initialement prévue pour 2012, ayant été annulée en raison de difficultés financières).

#### Quelques données
- Le revêtement extérieur est composé de 305 000 m2 de verre ;
- La superficie totale d'occupation est 241 500 m2 ;
- Chaque étage dispose de zones de refuge accessibles uniquement par des escaliers conçus pour les pompiers ;
- Les ascenseurs sont protégés par un noyau central en béton armé ;
- La construction a nécessité 48 000 tonnes d'acier et 200 000 tonnes de béton ;
- Les 19 premiers étages constituent le podium de la tour ; il est renforcé pour résister aux explosions ;
- 4 étages souterrains servent au stationnement, à l'entreposage et à l'accès au métro[86].

#### Organisation des étages
- Sous-sol : garage et transport ;
- Rez-de-chaussée : hall d'entrée ;
- 1er-19e étages : base renforcée (étages non occupés, excepté par le hall) ;
- 20e-63e étages : bureaux ;
- 64e étage : Sky lobby ;
- 65e - 88e étages : bureaux ;
- 89e et 90e étages : équipement de transmission ;
- 91e - 100e étages : étages techniques ;
- 100e - 101e étages : restaurant ;
- 102e étage : panorama ;
- 103e - 108e étages : étages techniques (occupés par les machines).

### Propriétaires et locataires

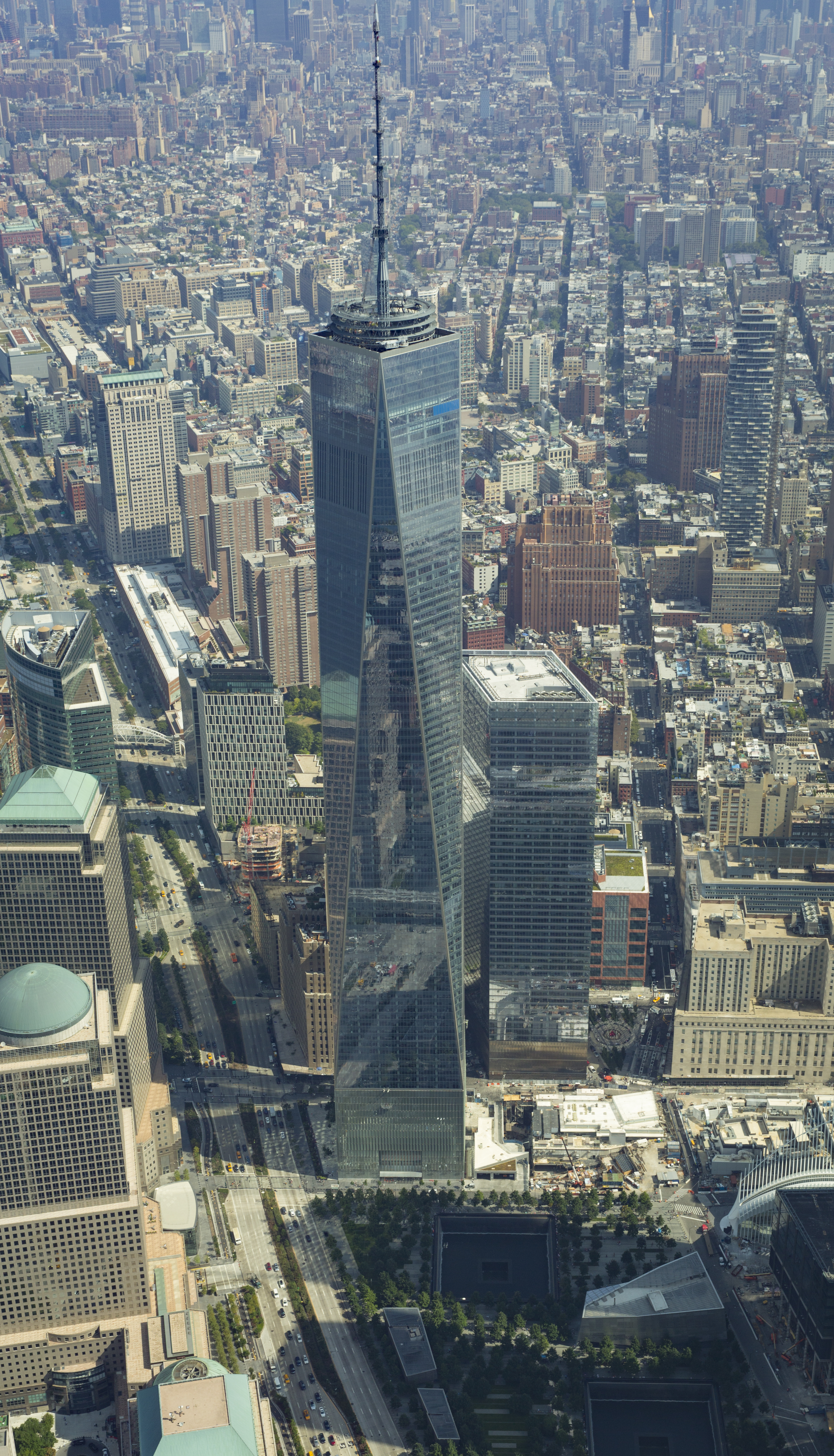
Le One WTC et Manhattan.

Le 3 novembre 2014, la nouvelle tour ouvre ses portes pour la première fois. 60 % de ses étages étant déjà loués, des firmes qui louent donc des étages de la tour, comme Condé Nast ont pu donc commencer à effectuer le déménagement de leurs locaux et de leur personnel, mais cela se fera sur une longue période. En effet, bien que 175 employés s'y soient installés, 3 000 autres employés ne s'installeront qu'en 2015, entre les 20e et 44e étages.

Parmi les autres groupes notables qui la louent, sont la firme de publicité Kids Creative, le conseiller d'investissement financier BMB (en), Servcorp, et le China Center, un groupe qui se spécialise dans l’échange de biens et la culture. L'administration des services généraux (GSA) loue aussi 25 500 m2.

### Construction
- Le 18 novembre 2006, 310 m3 de béton ont été coulés dans les fondations, acheminés par 40 camions.
- Le 17 décembre 2006, une cérémonie organisée à Battery Park City invitait le public à signer une poutre en acier de 9,1 mètres de long. Cette poutre fut ensuite déposée dans la base de la tour le 19 décembre 2006. Elle fut la première installée.
- Ensuite la construction des fondations et l'installation d'autres poutres en acier commencèrent et, vers la fin de 2007, les fondations furent presque achevées.
- En janvier 2008, deux grues de construction furent installées sur le site. Le cœur en béton de la tour commence à croître dans les premiers mois de 2008.
- Le 17 mai 2008, le cœur atteint le niveau de la rue.
- La construction de la base continua tout au long de 2009 et elle fut complétée au début de l'année 2010.
- Ensuite la construction des étages de bureau pouvait débuter avec l'installation des premières baies vitrées.
- En mai 2010, la Port Authority of New York indiqua qu'ils construisaient environ un étage par semaine et qu'ils prévoyaient que la 1 WTC atteigne les 55 étages vers la fin de 2010. Un « cocon » d'échafaudages recouvert de bâches fut installé, pour empêcher les ouvriers de tomber ; ce fut la première fois qu'un tel système fut utilisé sur une structure en acier à New York.
- Le 16 décembre 2010, la Port Authority of New York a annoncé que la construction avait atteint le 52e étage, s'élevant à plus de 180 mètres et marquant le point de mi-construction pour la structure en acier de la tour.
- Le 11 septembre 2011, 10 ans après les attentats qui ont détruit le complexe original, la structure en acier atteint le 82e étage, le coulage du béton le 72e étage et la pose des baies vitrées le 56e étage.
- En mars 2012, la structure en acier s'élève au 93e étage et le 30 mars le 100e étage est atteint à une hauteur de 380 mètres. Bien que cet étage porte le numéro 100, il est en fait le 94e construit : l'intervalle est occupé par les étages techniques 91 à 93 à plafonds hauts.
- La tour inachevée devient le building le plus haut de New York par la hauteur du toit, surpassant celle de l'Empire State building (380 m) le 30 avril 2012. Cependant la hauteur totale de l'Empire State Building (443 m) reste supérieure jusqu'à l'installation de l'antenne de la One WTC.
- Le 18 mai 2012, la structure en acier atteint le 103e étage, le coulage du béton le 94e étage, et les baies vitrées le 72e.
- Le 2 juin 2012, un feu se déclencha au 89e étage de la tour mais fut éteint par les pompiers de New York avant qu'il ne provoque de blessés ou de dégâts structurels. Cependant les efforts des pompiers furent ralentis car les colonnes d'eau d'urgence n'ont pas fonctionné.
- Le 7 juin 2012, la construction en acier atteint le 103e étage, le coulage du béton le 94e et les baies vitrées le 76e.
- Le 14 juin 2012, lors d’une visite du site du World Trade Center en reconstruction, le président des États-Unis Barack Obama accompagné de Michelle Obama a signé une poutre en acier peinte en blanc, marquée de l’inscription « One World Trade Center », qui sera plus tard hissée au sommet de la tour. Le président a écrit : « Nous nous souvenons, nous reconstruisons, nous revenons plus fort ! Barack Obama. » Cette poutre est également signée par des officiers de police, des ouvriers du chantier et de simples anonymes. L’installation a eu lieu le 3 août 2012.
- Le 4 octobre 2012, la structure en acier de la Tour a officiellement été achevée au 105e étage, à une hauteur de 417 mètres. Les planchers en béton ont atteint le 104e étage et les baies vitrées le 85e. Le toit en acier est en cours d'installation ainsi que la plateforme qui supportera l'antenne.
- Le 16 octobre 2012, la société québécoise Groupe ADF responsable de l'assemblage de l'antenne a menacé de ne pas la livrer comme prévu le 11 novembre si un retard de paiement de plus d'un an n'était pas réglé. À la suite de cela, la société chargée de la construction de la tour a porté plainte devant la Cour suprême de New York.
- Le 15 novembre 2012, départ de la première moitié de l'antenne du port de Valleyfield. Une réalisation du Groupe ADF et Métacor pour la construction ainsi que Dry-Tec Trans-Canada pour le revêtement anti-corrosion.
- Le 12 décembre 2012, pose du premier segment de l'antenne.
- Le 10 mai 2013, la mise en place de la flèche sommitale est achevée (commencée le 2 mai 2013).

## Galerie

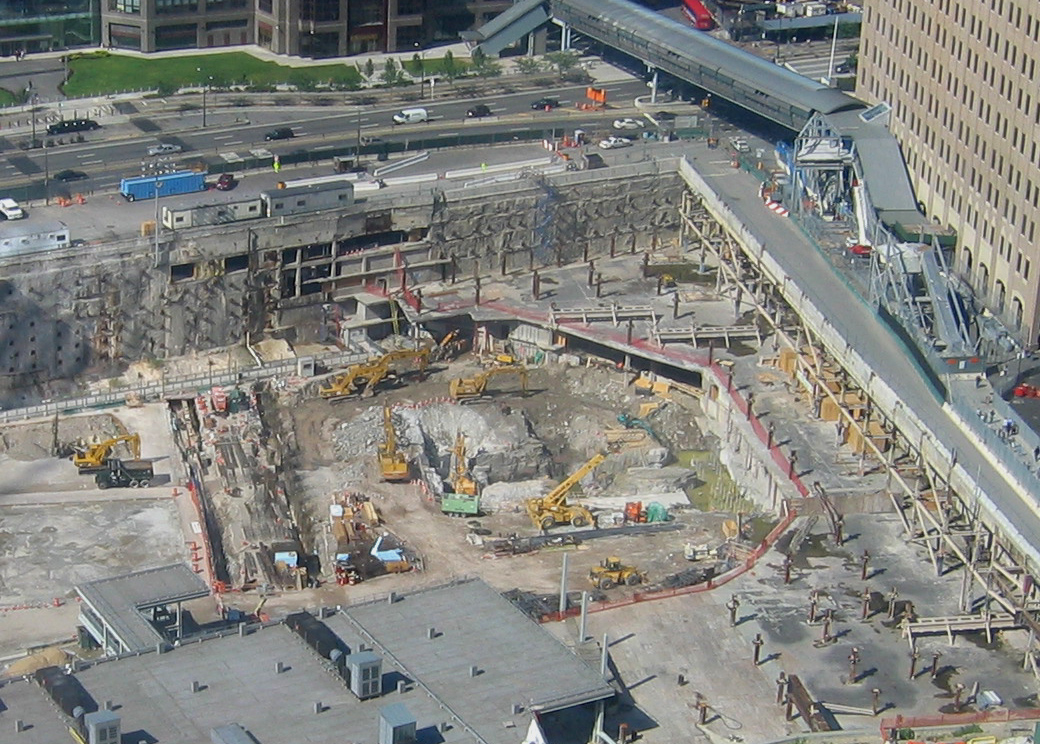
Octobre 2006.
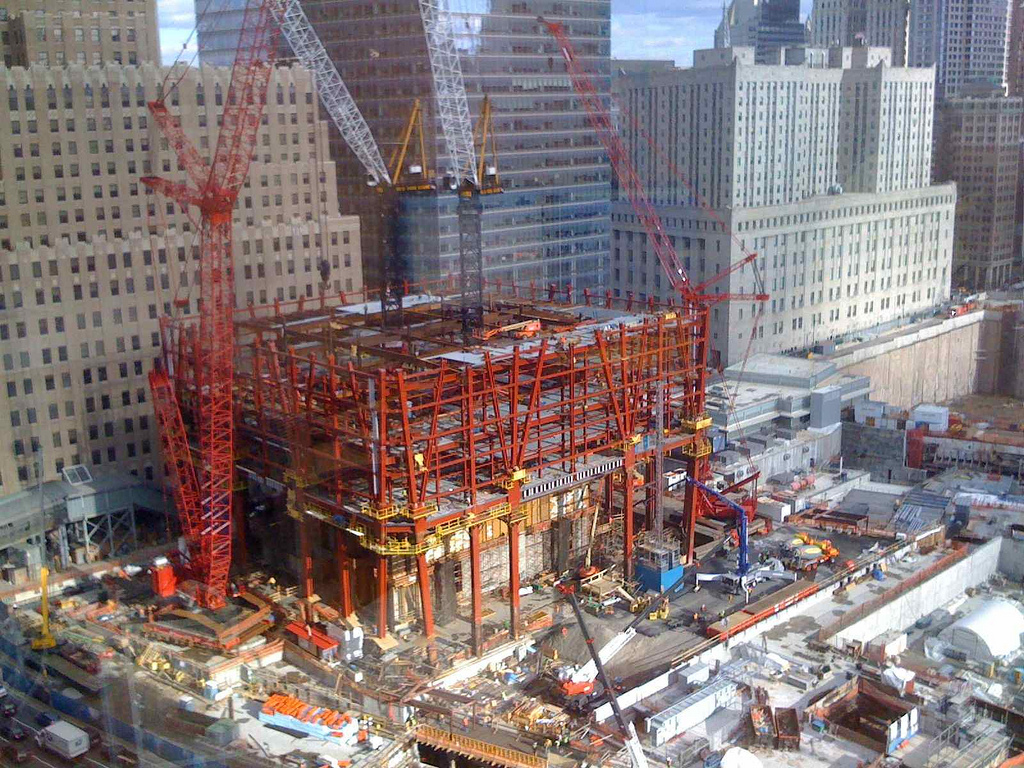
Décembre 2009.
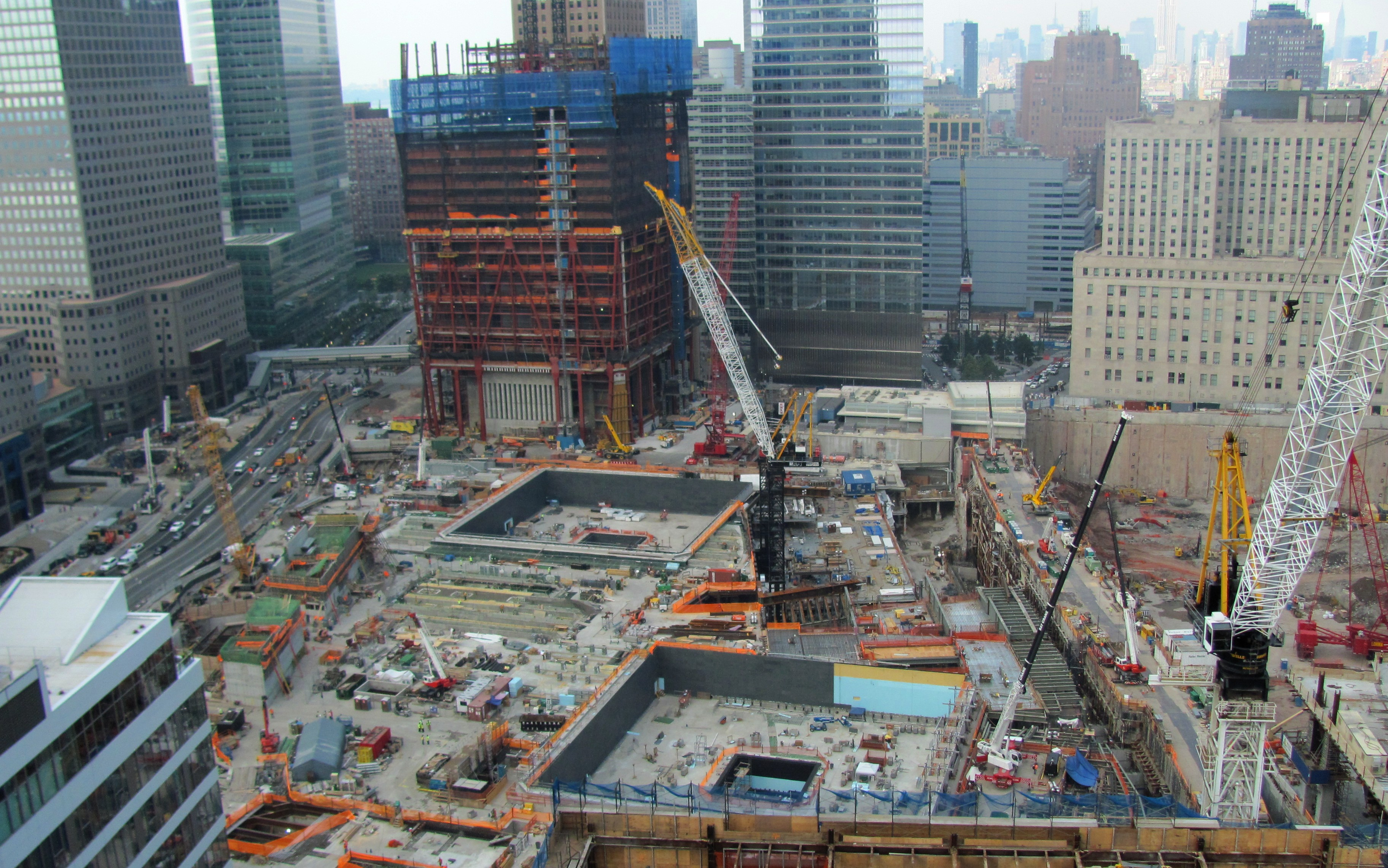
Juillet 2010.
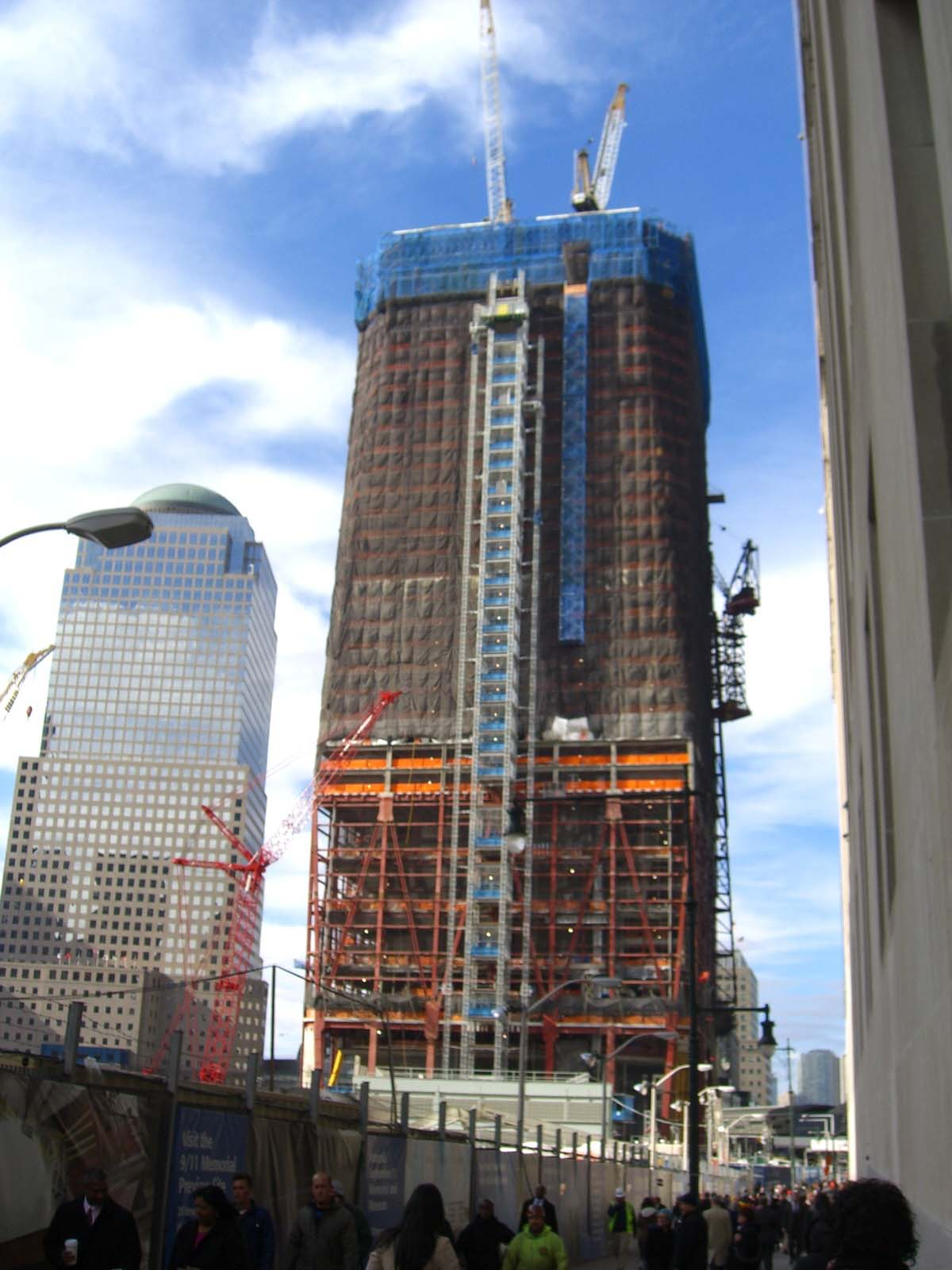
Novembre 2010.
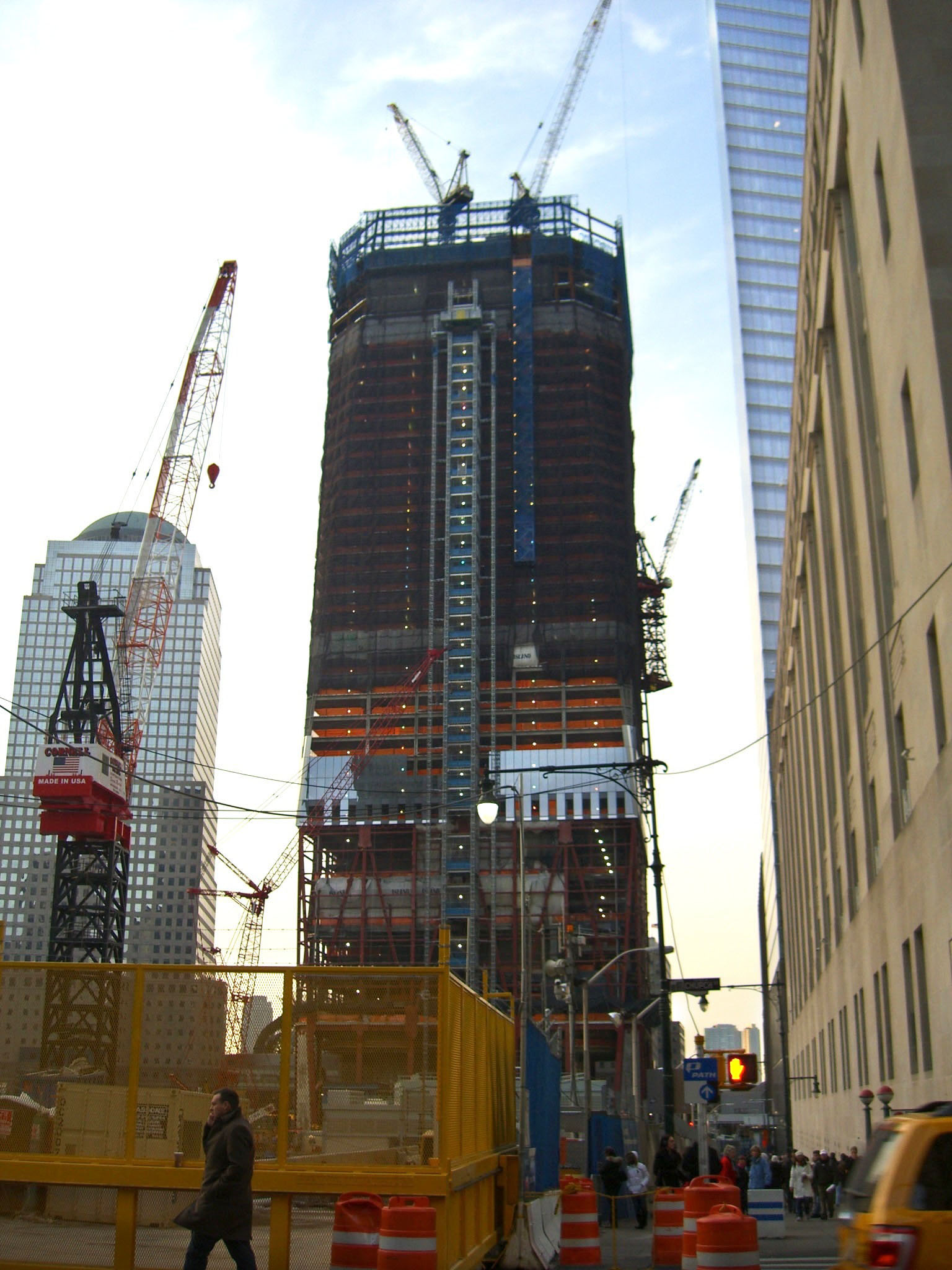
Décembre 2010.
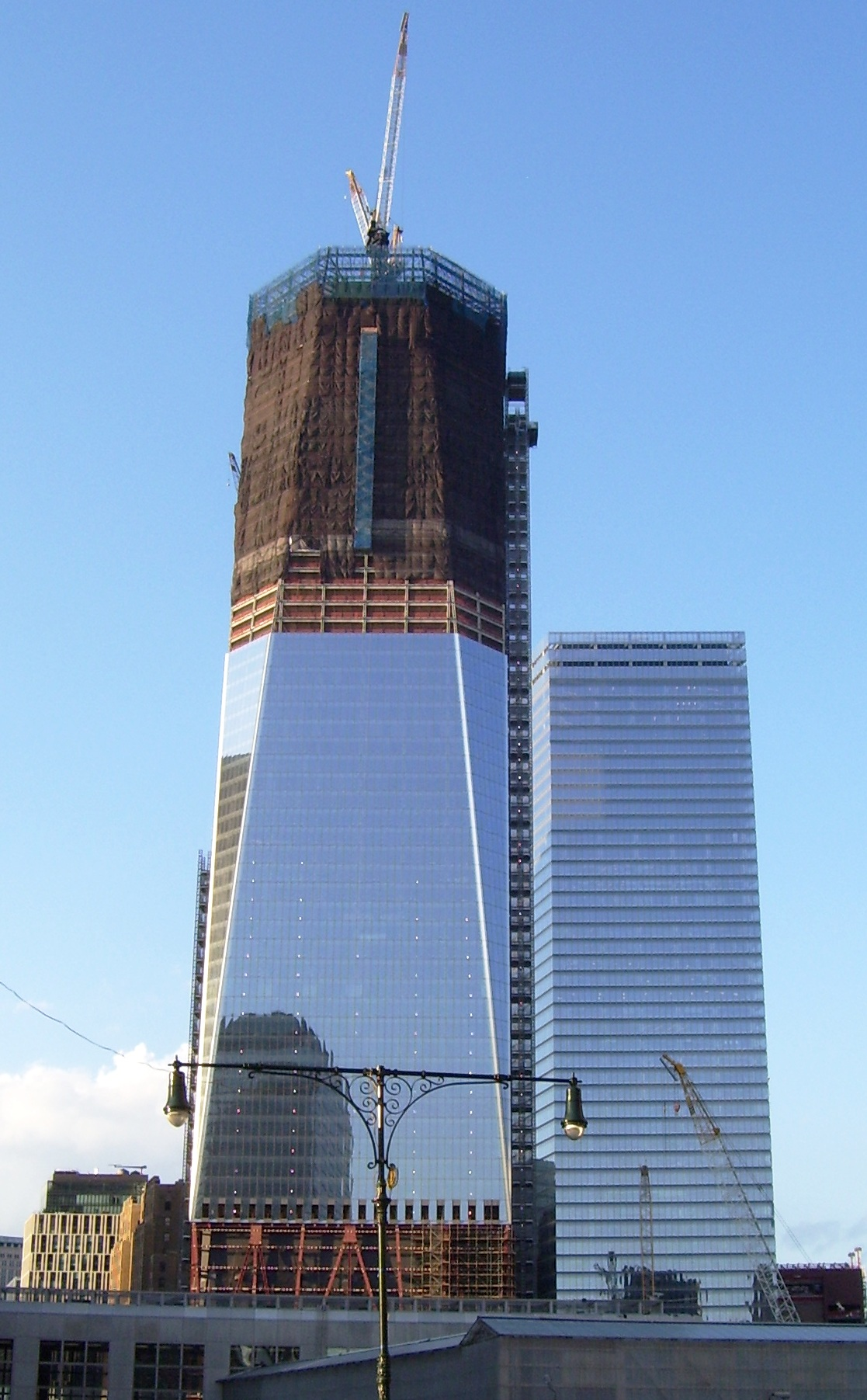
Juillet 2011.
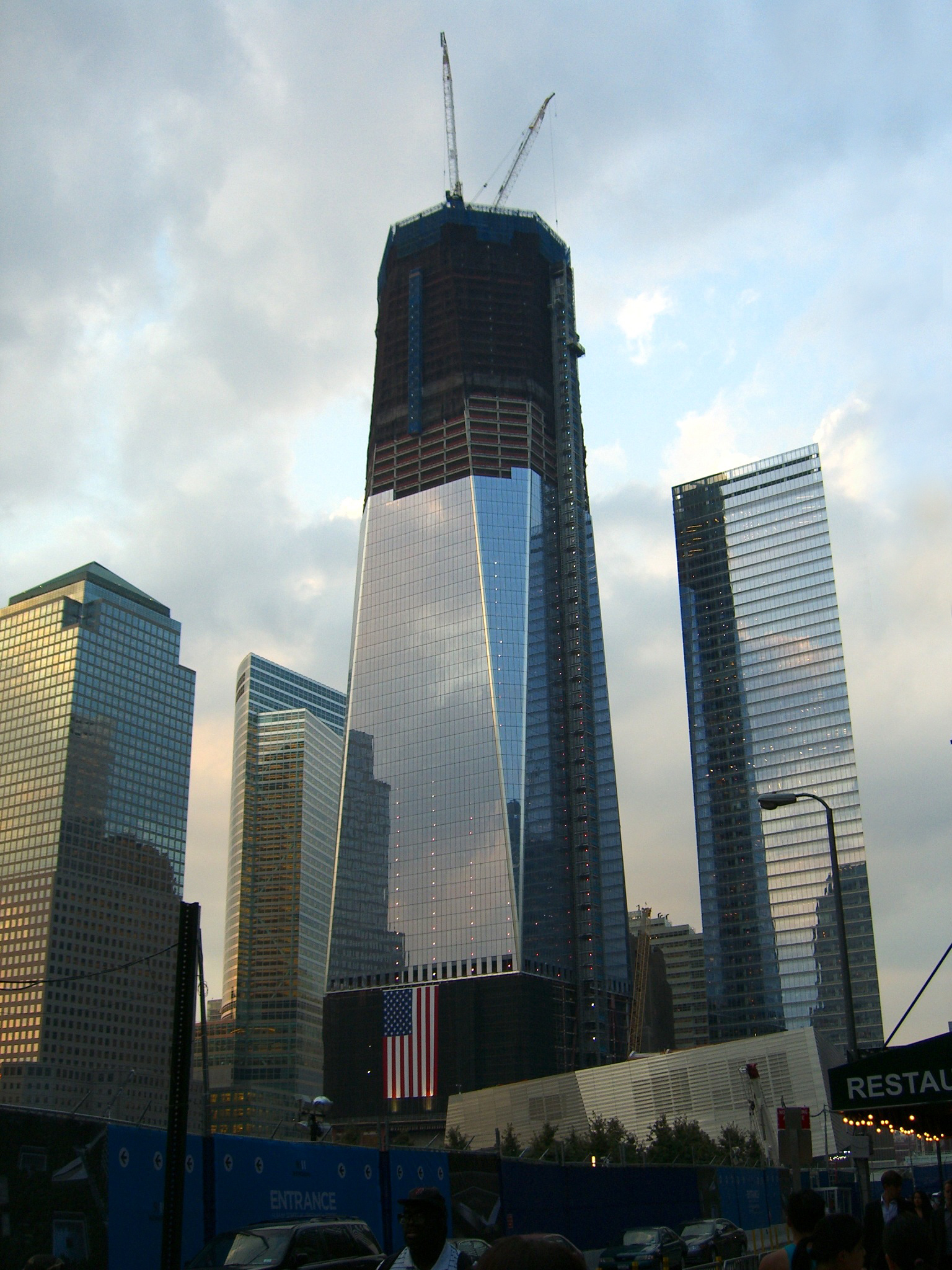
Septembre 2011.
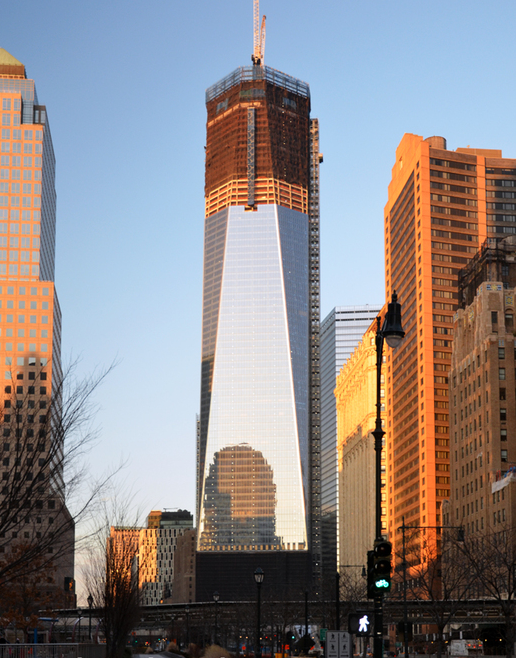
Janvier 2012.
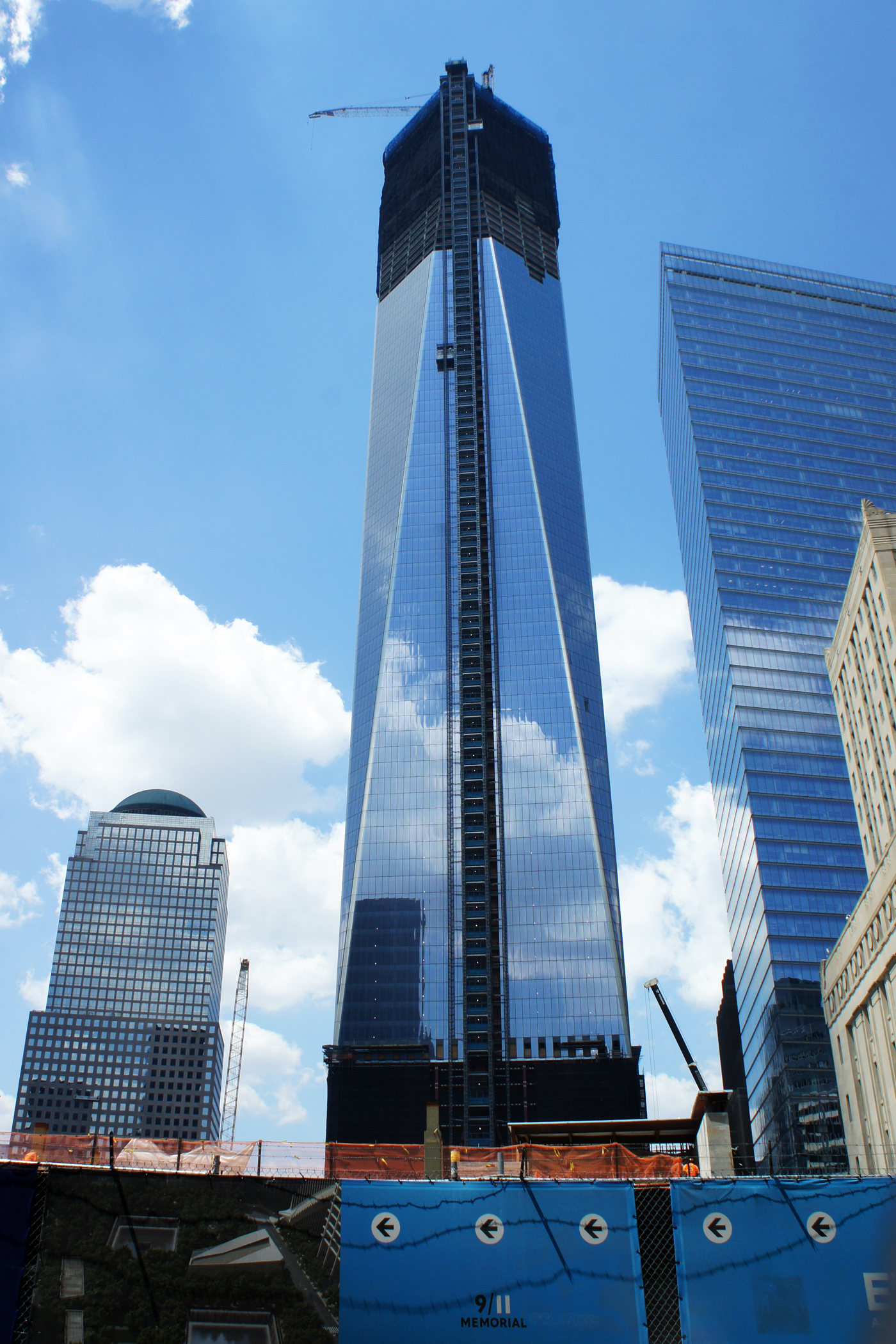
Juillet 2012.
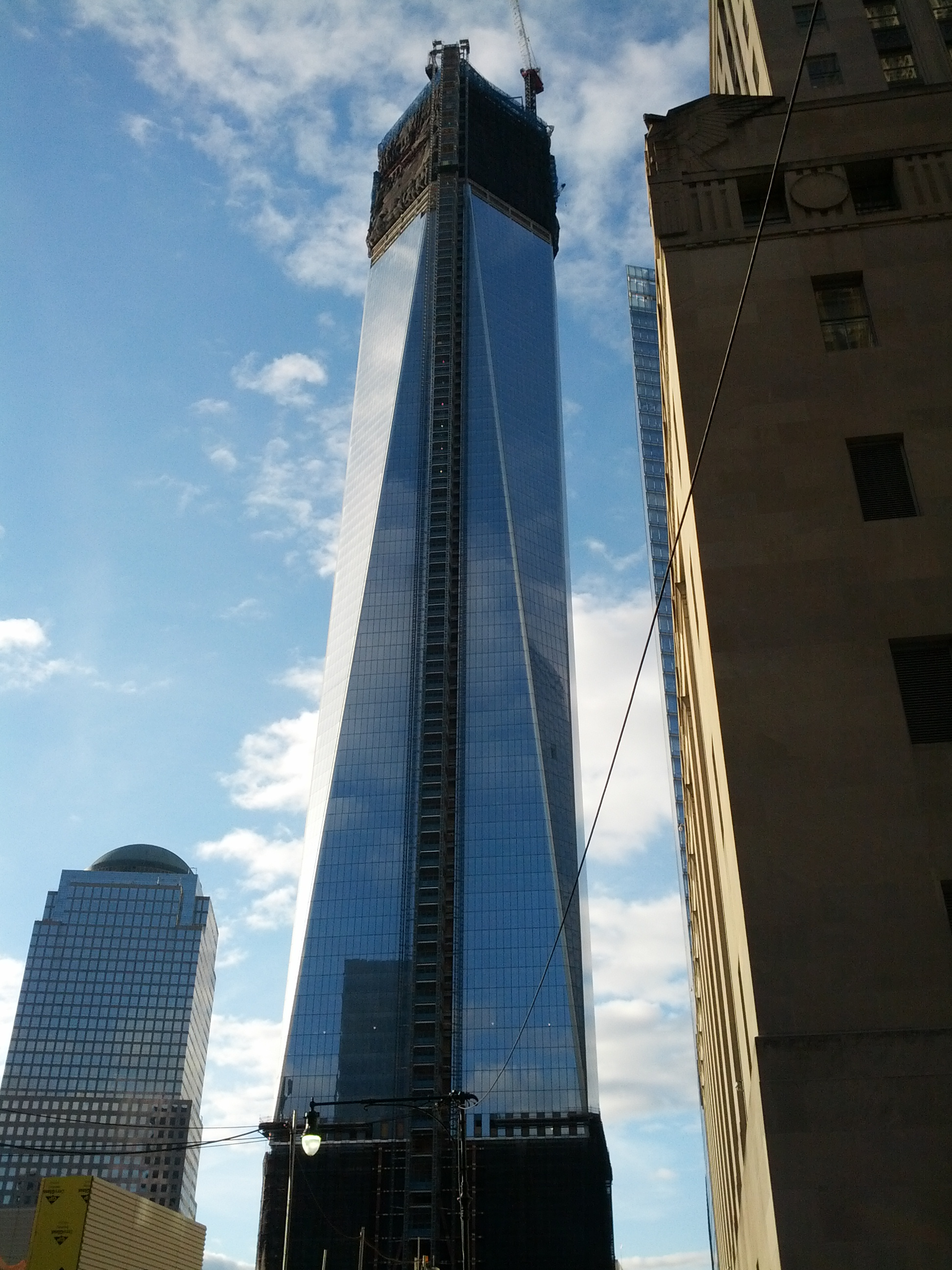
Novembre 2012.
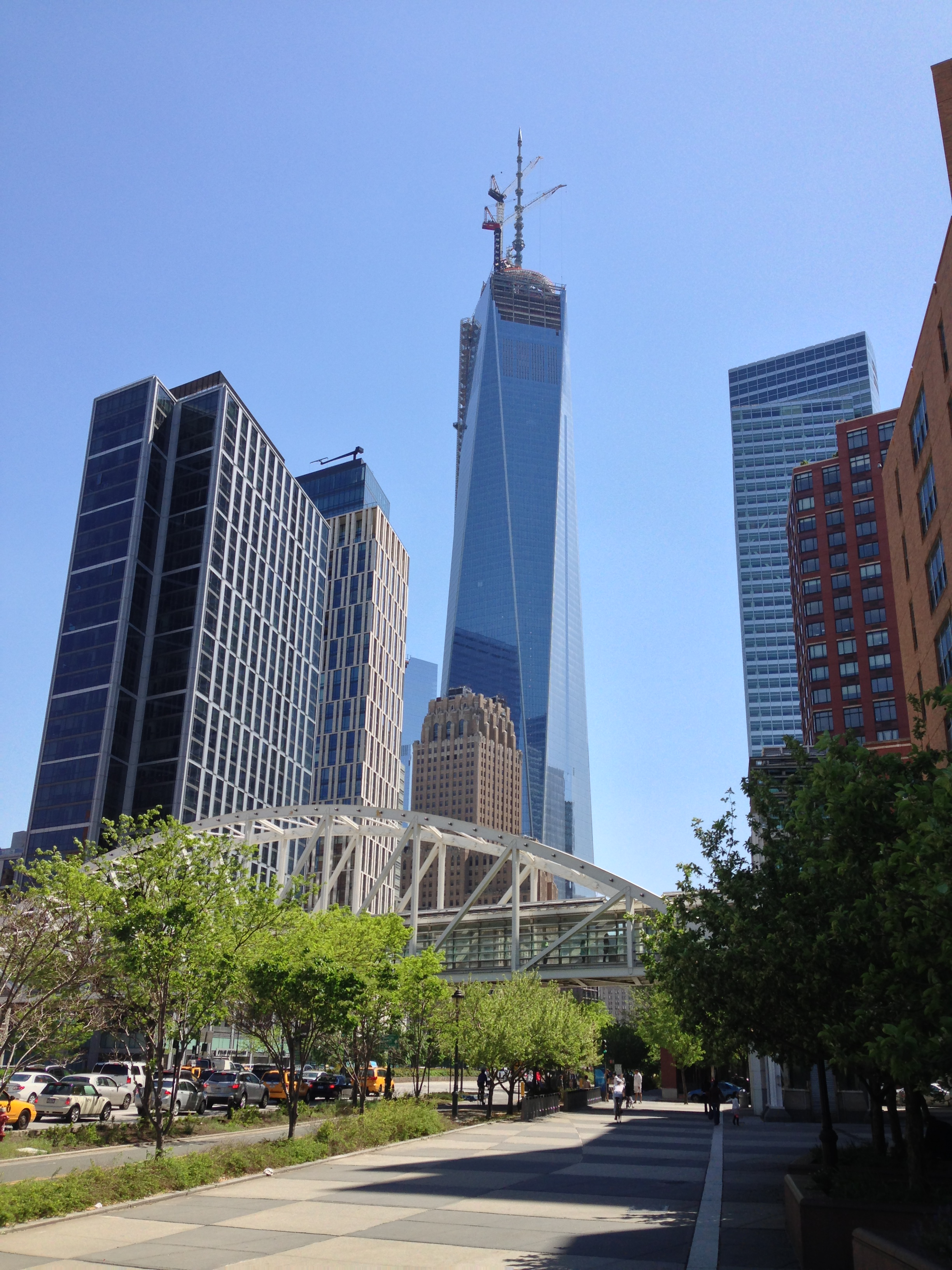
Mai 2013.
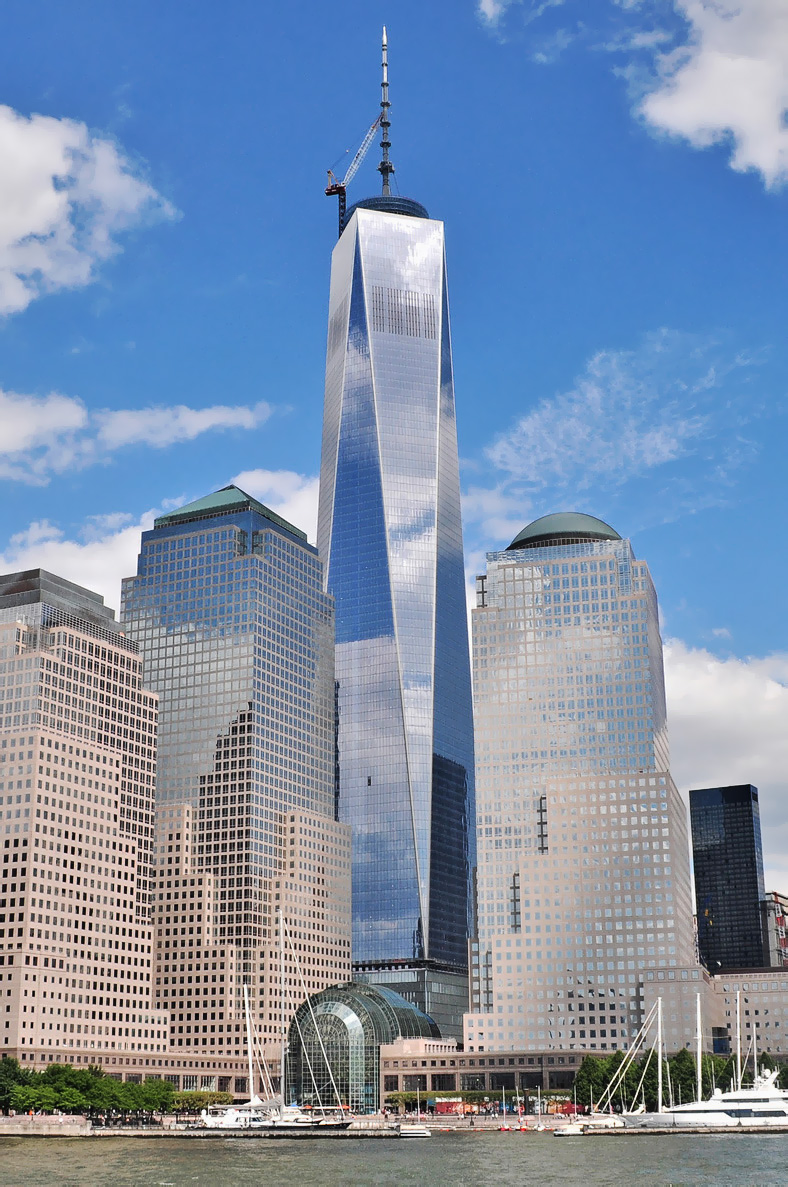
Juillet 2013.
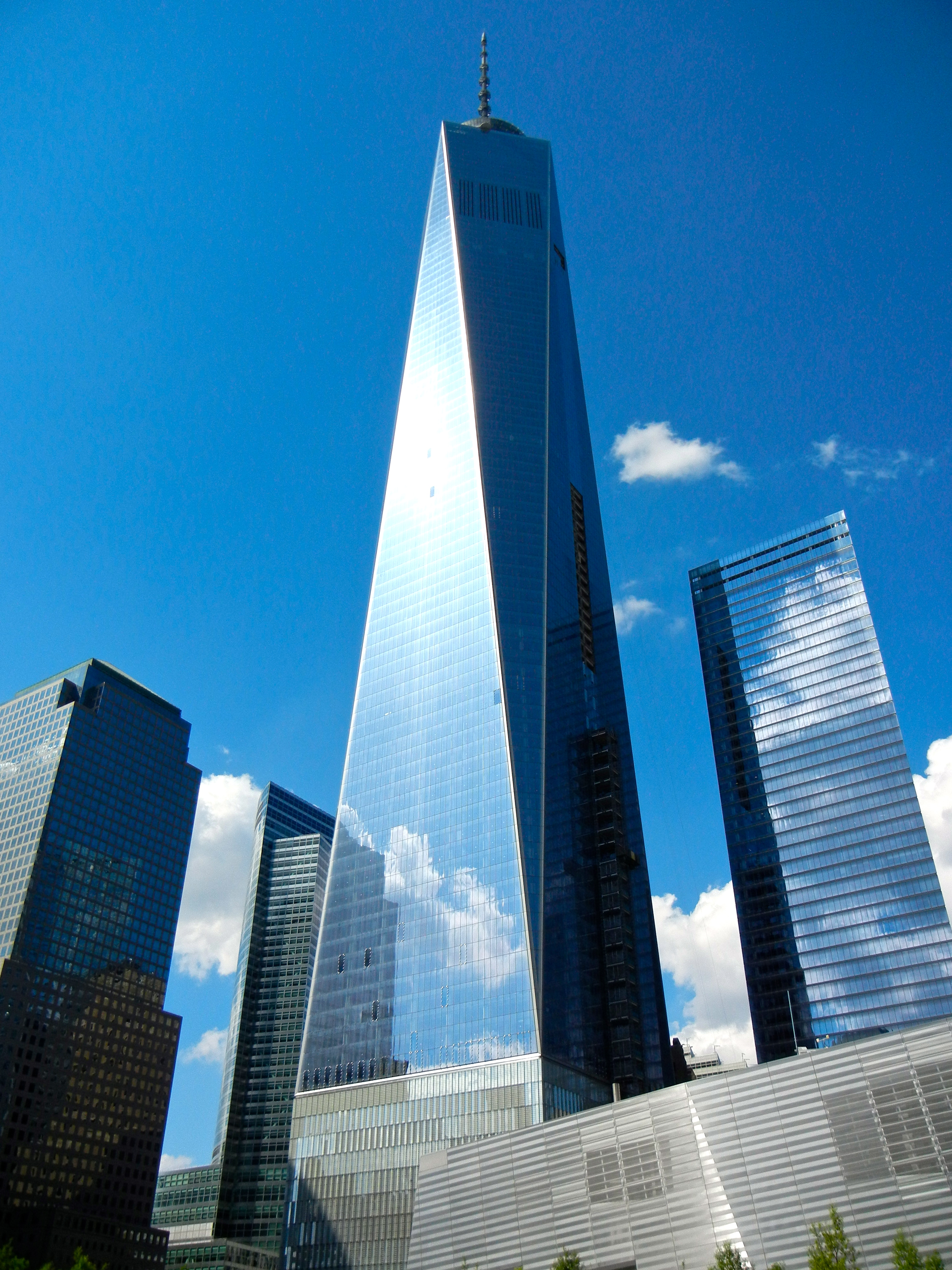
Mai 2014.
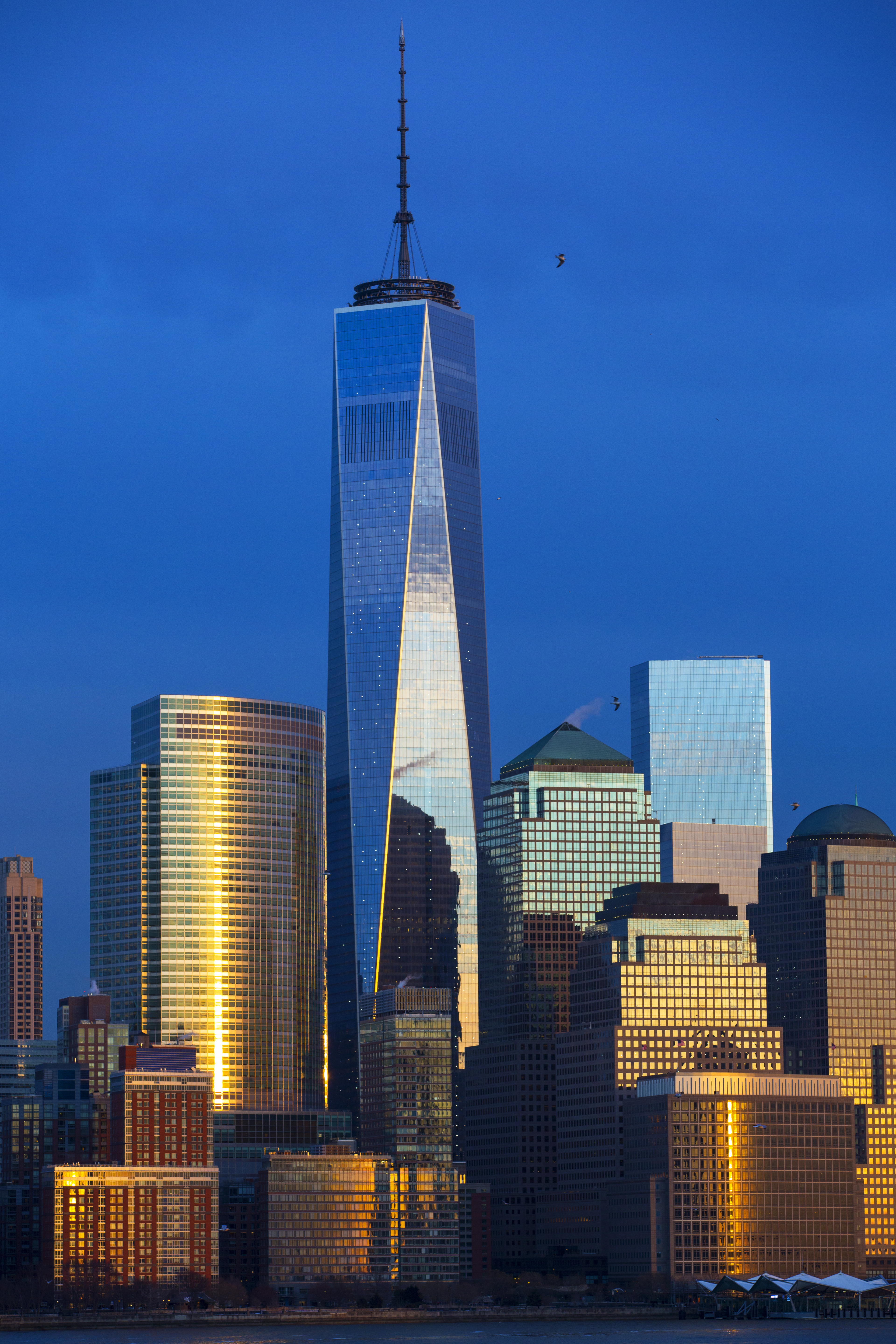
2014.
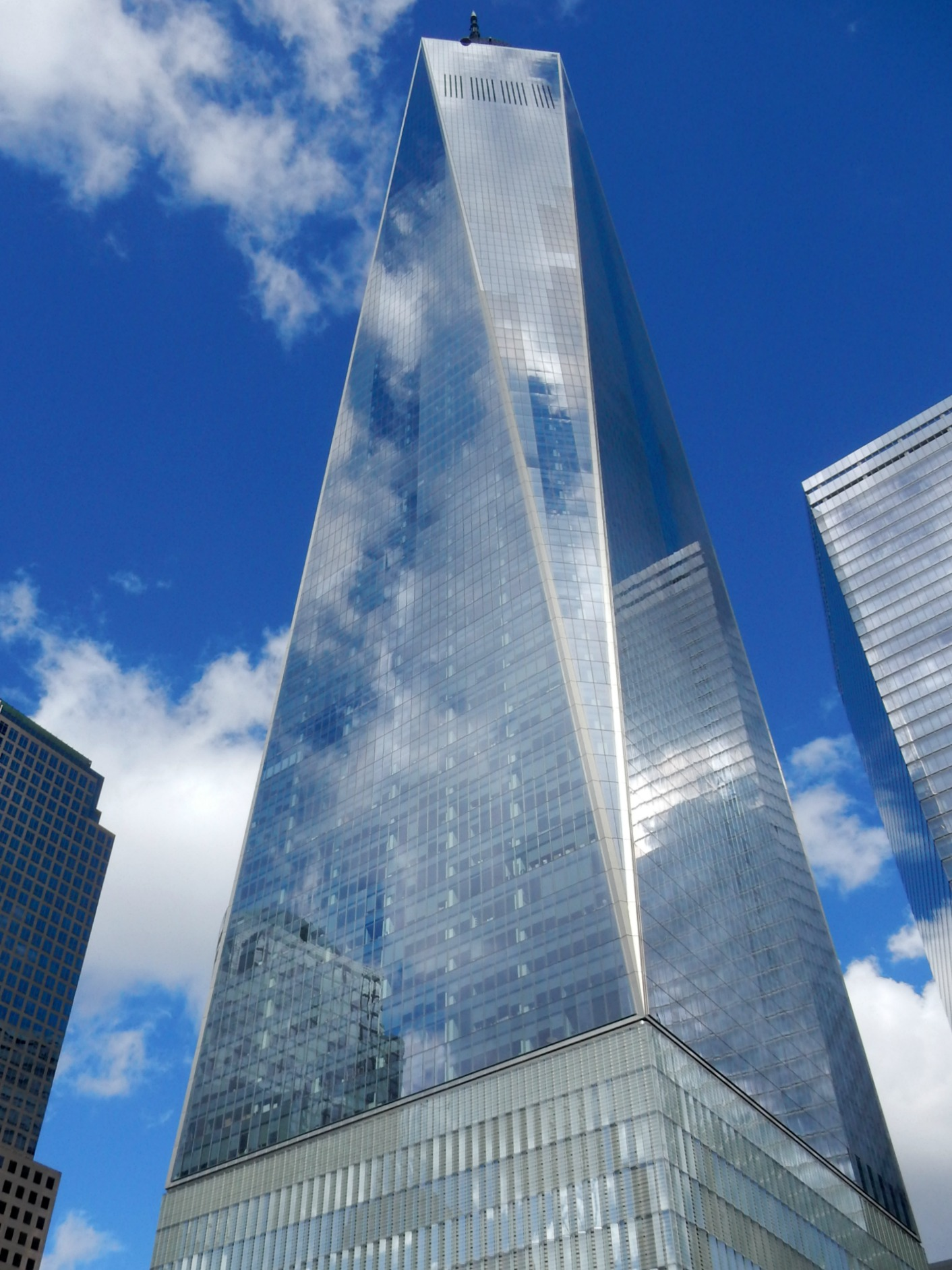
Octobre 2015.
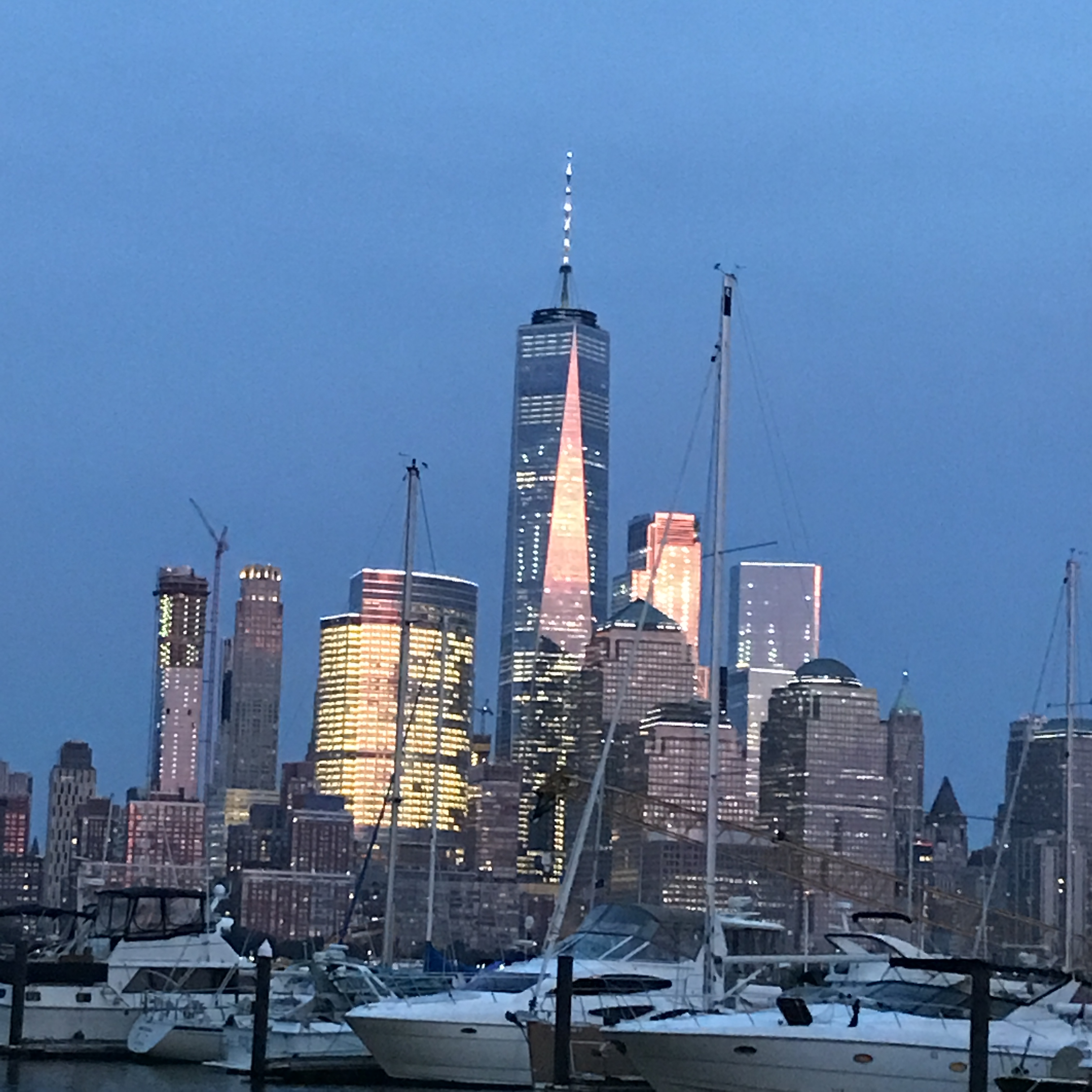
Vue depuis Jersey City (New Jersey).
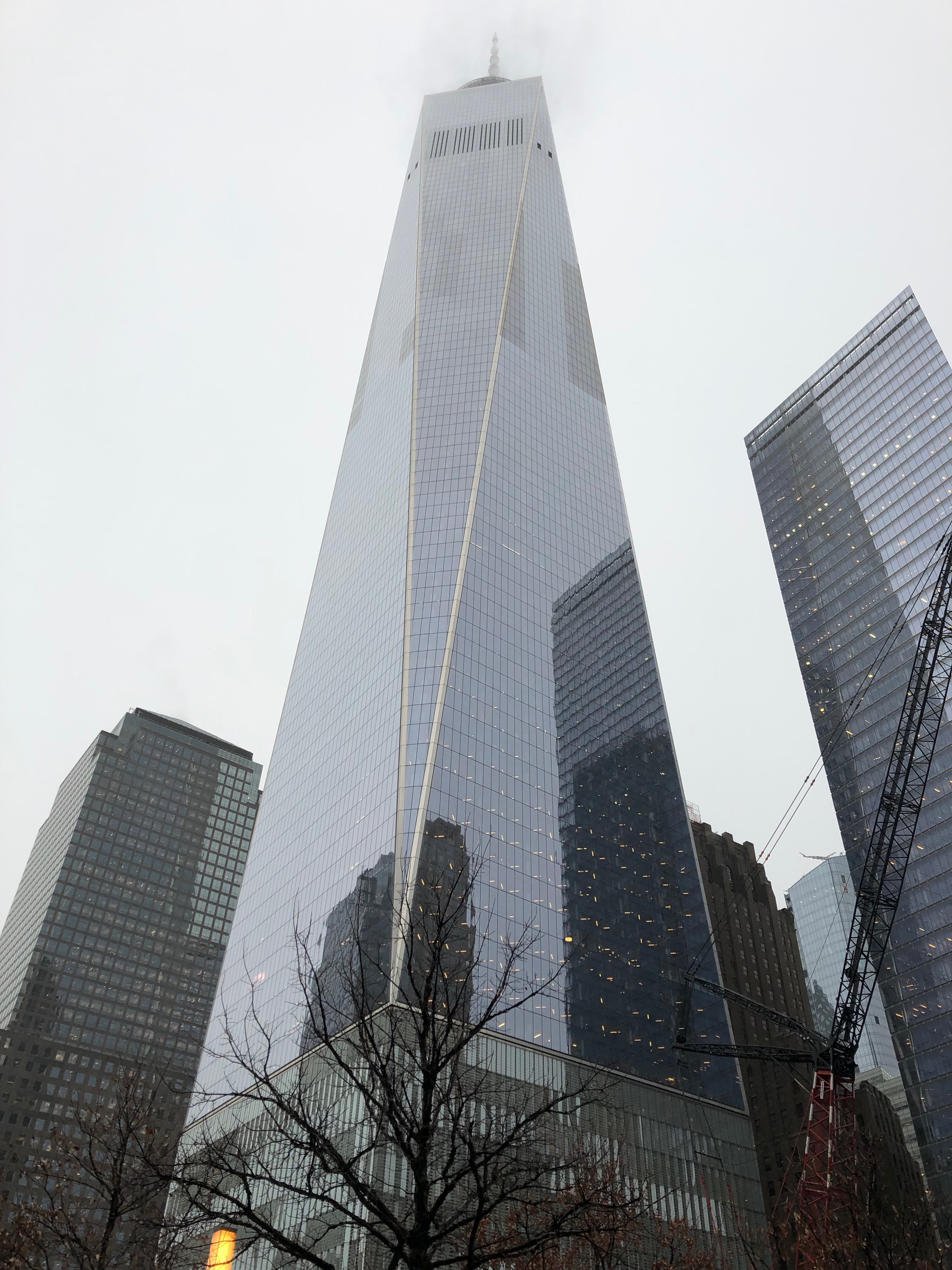
Janvier 2019.
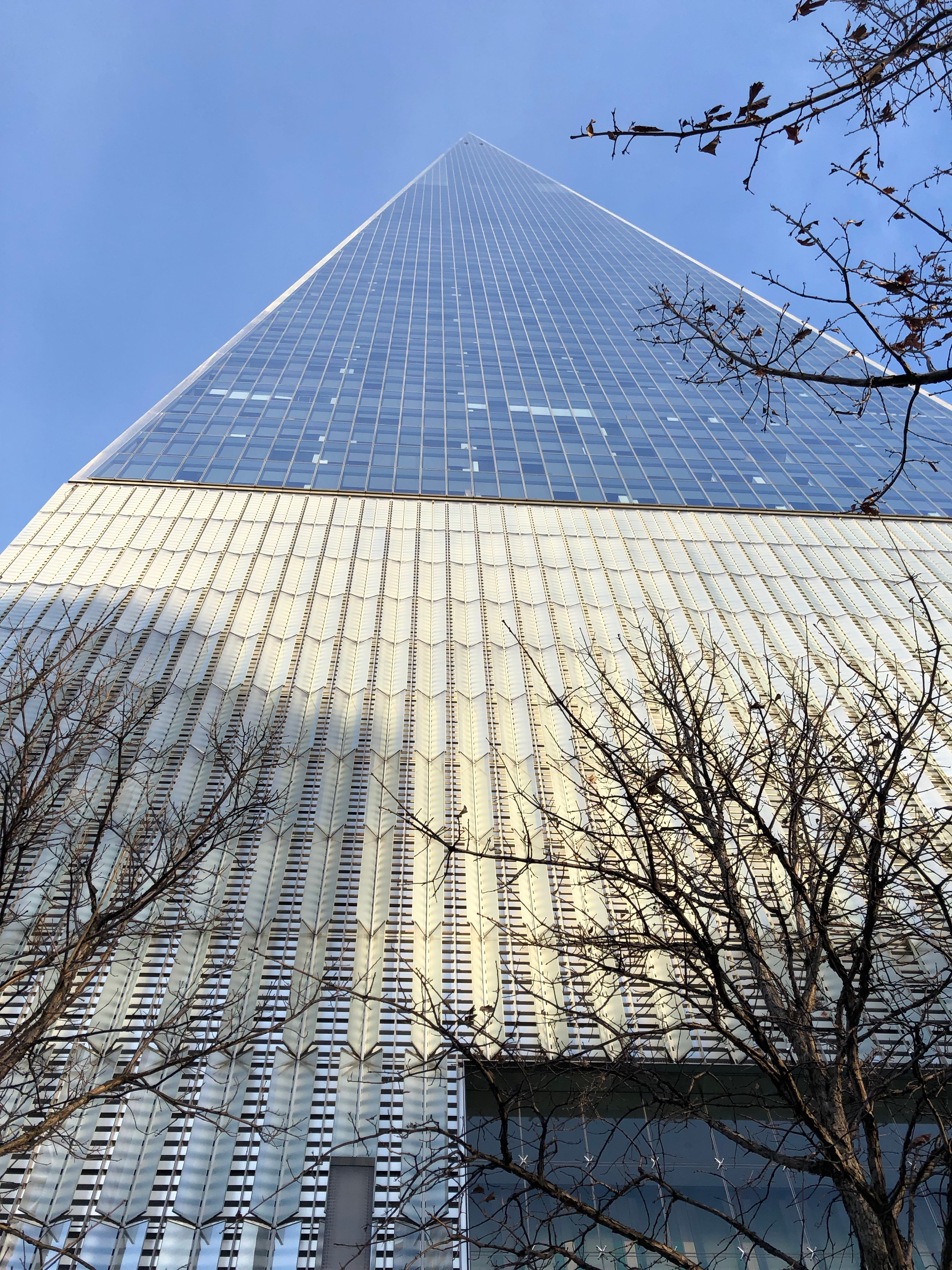
Vue depuis la base (janvier 2019).
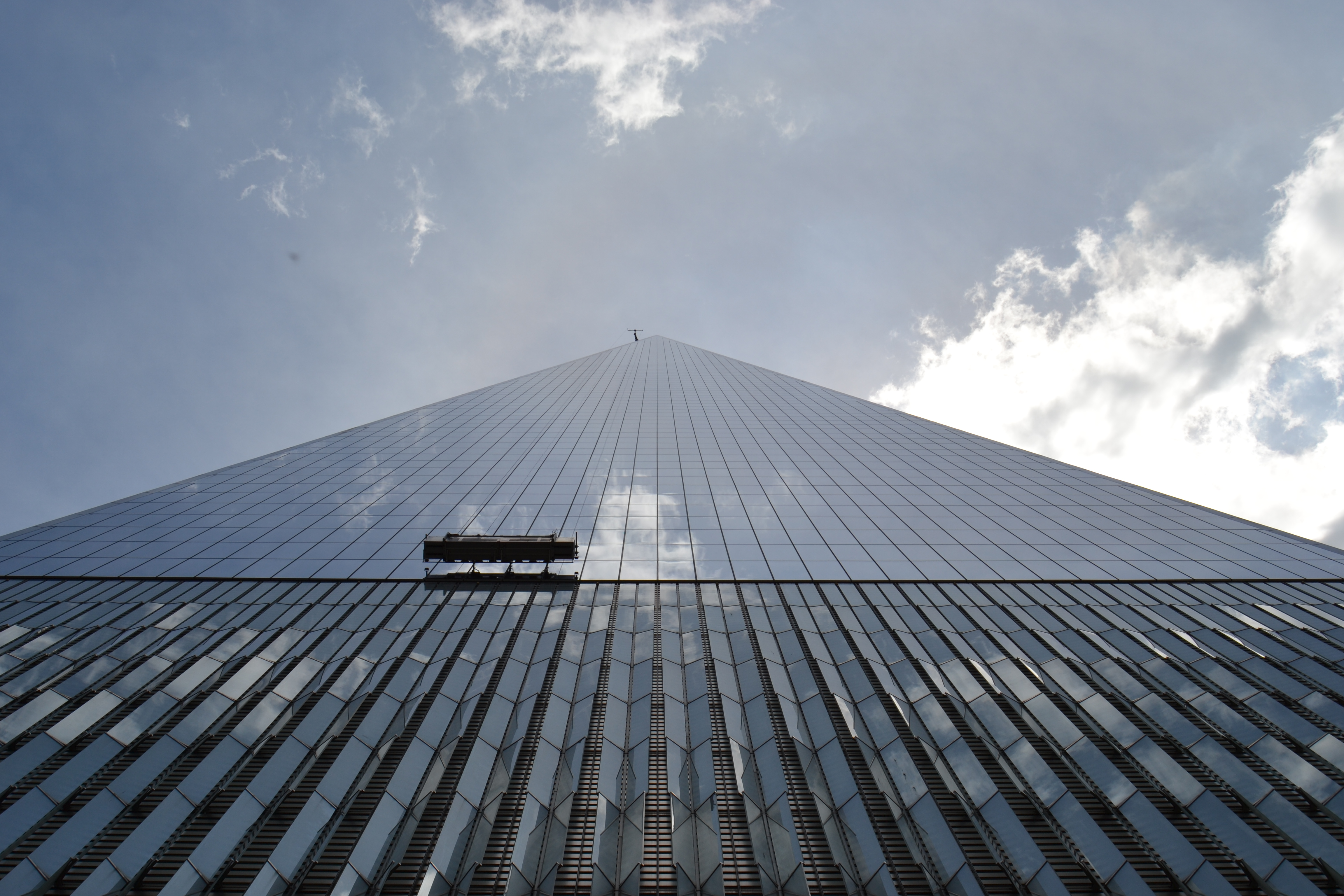
Vue depuis la base (juin 2022).

## Autres bâtiments du complexe
Cinq autres buildings, en plus du 1 WTC, composeront le nouveau World Trade Center :
- Two World Trade Center (200 Greenwich Street) ;
- Three World Trade Center (175 Greenwich Street) (construction terminée en 2018) ;
- Four World Trade Center (150 Greenwich Street) (construction terminée en 2013) ;
- Five World Trade Center (130 Liberty Street) ;
- Seven World Trade Center (construction terminée en 2006).

## Dans la culture populaire
Hormis les films ou séries télévisées (comme Les Experts : Manhattan, The Dark Knight Rises, Blue Bloods, Unforgettable, etc.) dont les prises de vue lors des tournages à Manhattan coïncident avec la construction de la tour et des bâtiments voisins, certaines œuvres de fiction, se passant dans un futur proche, présentent déjà le complexe du World Trade Center entièrement terminé :
- dans le film Click : Télécommandez votre vie (2006), la tour 1 du nouveau WTC possède une tour jumelle, comme les Twin Towers ;
- dans le film animé japonais Higashi no Eden Gekijoban II: Paradise Lost (2009), le complexe est intégralement terminé ;
- dans le jeu vidéo Call of Duty: Modern Warfare 3 (2011), dont deux missions se passent dans le New York ravagé de 2016, durant la Troisième Guerre mondiale ;
- l'affiche du film finlandais Iron Sky (2012) présente le New York de 2018, avec les nouvelles tours du WTC, envahi par les Nazis ;
- dans le film Oblivion (2013), quand Jack et Julia sont au sommet de l'Empire State Building, on peut apercevoir le One World Trade Center achevé en arrière-plan ;
- dans le jeu vidéo Crysis 2 (2011), dans plusieurs missions se déroulant dans New York en 2023, durant l'invasion alien ;
- dans The Amazing Spider-Man : Le Destin d'un héros (2014), le One World Trade Center fait de brèves apparitions durant le film ;
- le One World Trade Center apparaît dans une vidéo d'introduction du personnage de Kamala Khan du jeu vidéo Marvel's Avengers qui est sorti en septembre 2020.